# Huron (Ohio)
Huron – miasto w Stanach Zjednoczonych, w północnej części stanu Ohio, przy ujściu rzeki Huron do jeziora Erie. W ujściu rzeki znajduje się duża marina. Liczba mieszkańców w 2000 roku wynosiła 7900.

## Historia
W 1833 roku nazwa miasta została zmieniona na Huron, aby oddać hołd Indianom Huron, którzy kiedyś mieszkali w tej okolicy.